# Sección Guías Paracaidistas
La Sección Guías Paracaidistas (Sec Guias Parac(s)) es un elemento independiente de tropas aerotransportadas del Ejército Argentino con asiento en Córdoba y bajo la dependencia orgánica de la IV Brigada Aerotransportada.

## Reseña
Creada en 2003 para fortalecer la IV Brigada Paracaidista (actual IV Brigada Aerotransportada).
En 2024 como elemento de la gran unidad de combate participó del ejercicio "Aonikenk" realizado por las tres Fuerzas Armadas de la Nación en Puerto Belgrano y Baterías.
El 17 de mayo de 2024 tuvo lugar el fallecimiento de un suboficial de la sección durante un lanzamiento en La Calera.